# Cimetière de Douai
Le cimetière principal de Douai est un cimetière situé à l'est de Douai, en grande partie sur le finage de Sin-le-Noble, et consacré en 1817.

## Description
Le cimetière principal de Douai est fondé en 1817. Il est consacré le 21 mai en présence de Joseph de Mégille, maire de Douai.

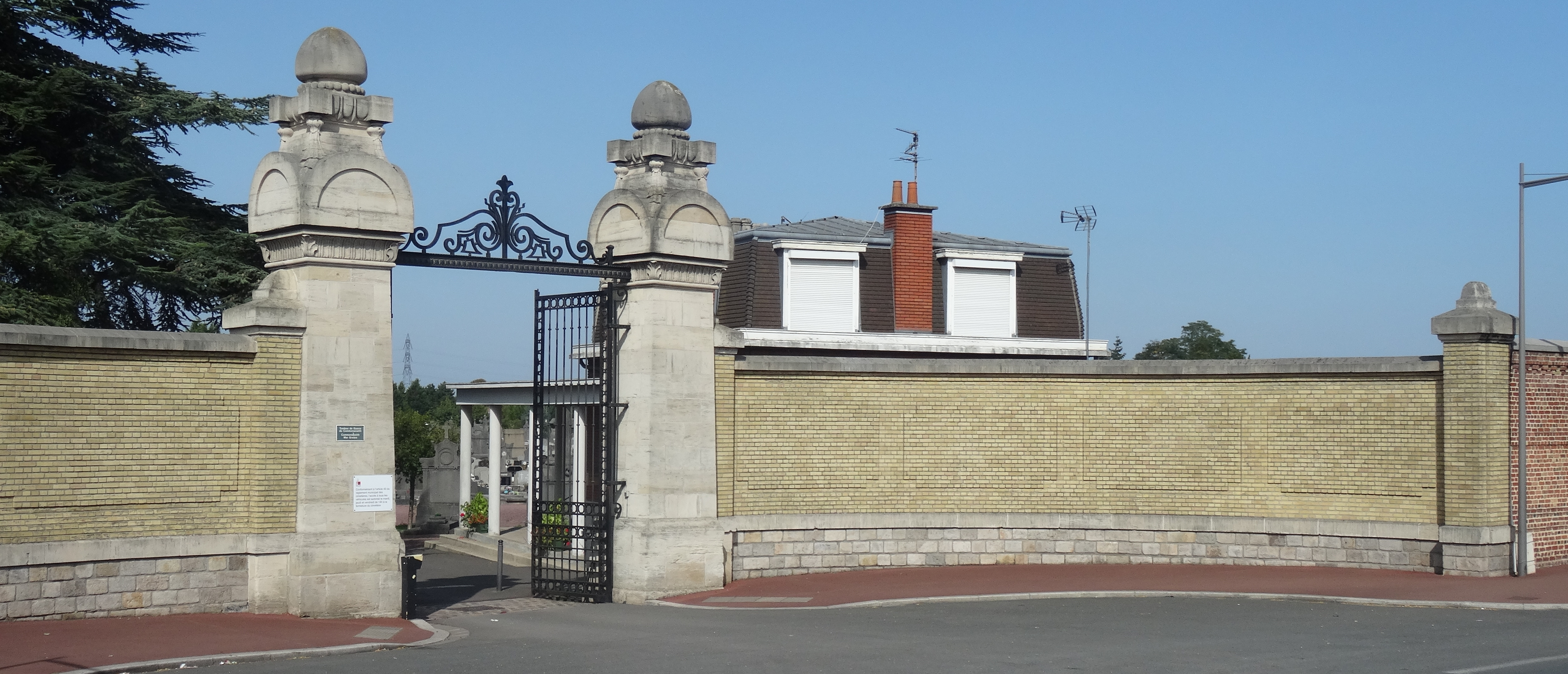
L'entrée du cimetière.
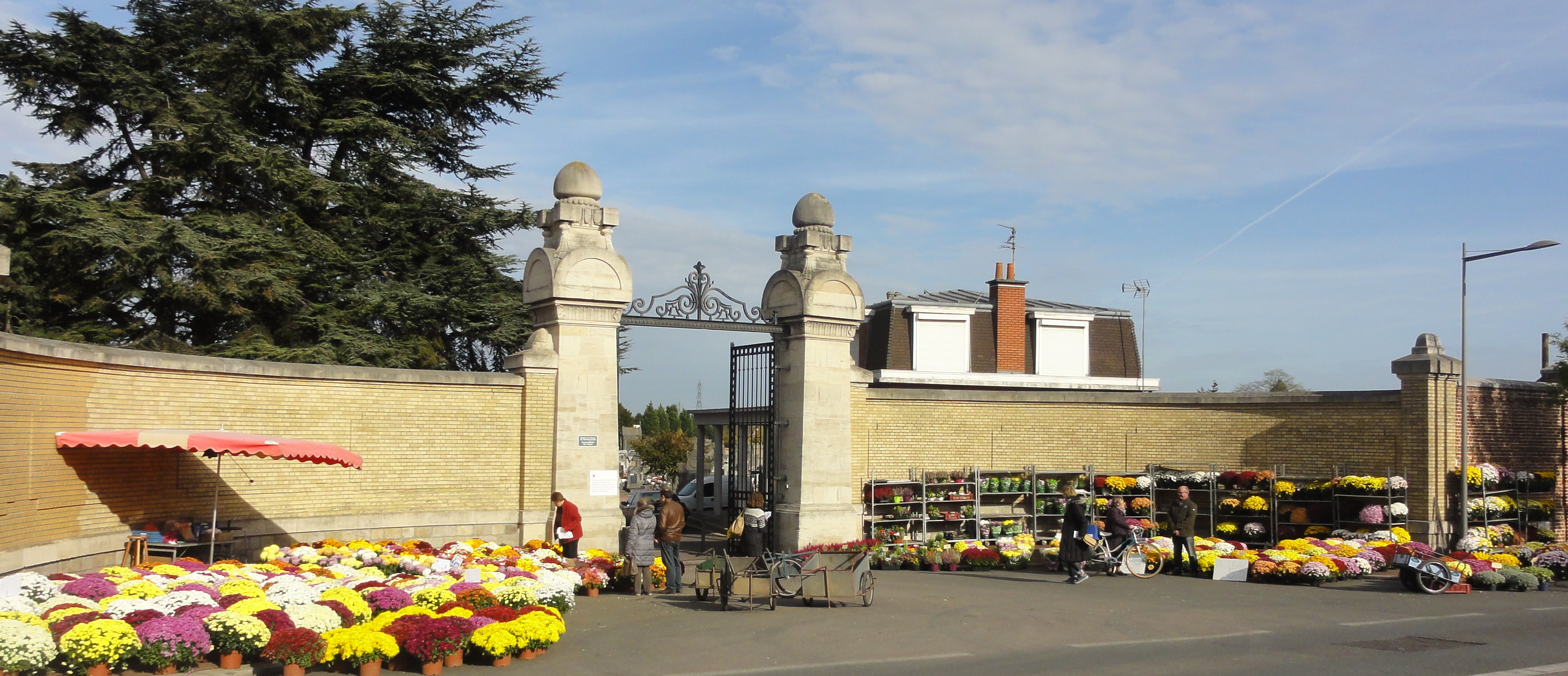
L'entrée du cimetière pendant la Toussaint.
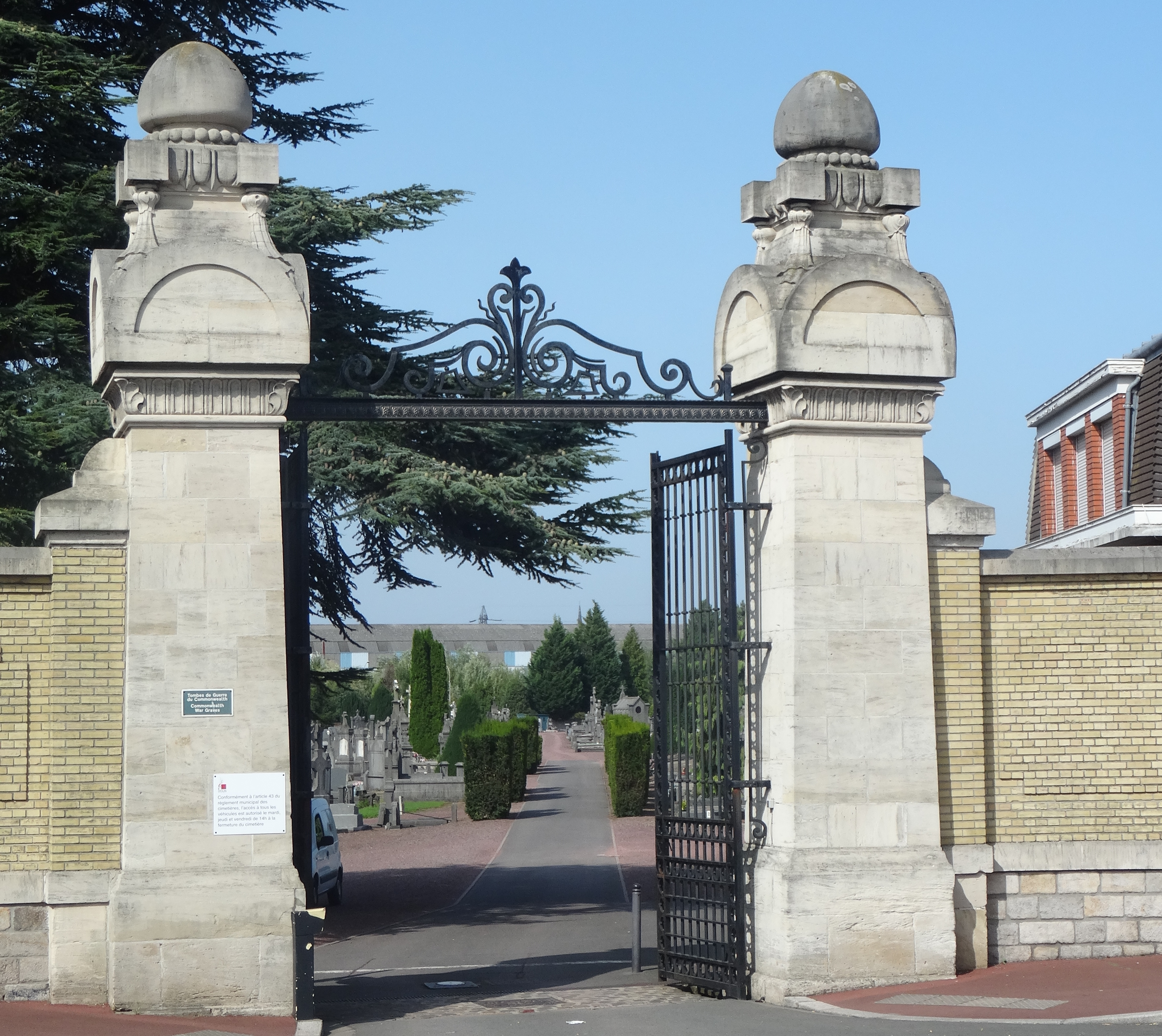
L'entrée du cimetière et l'allée principale.
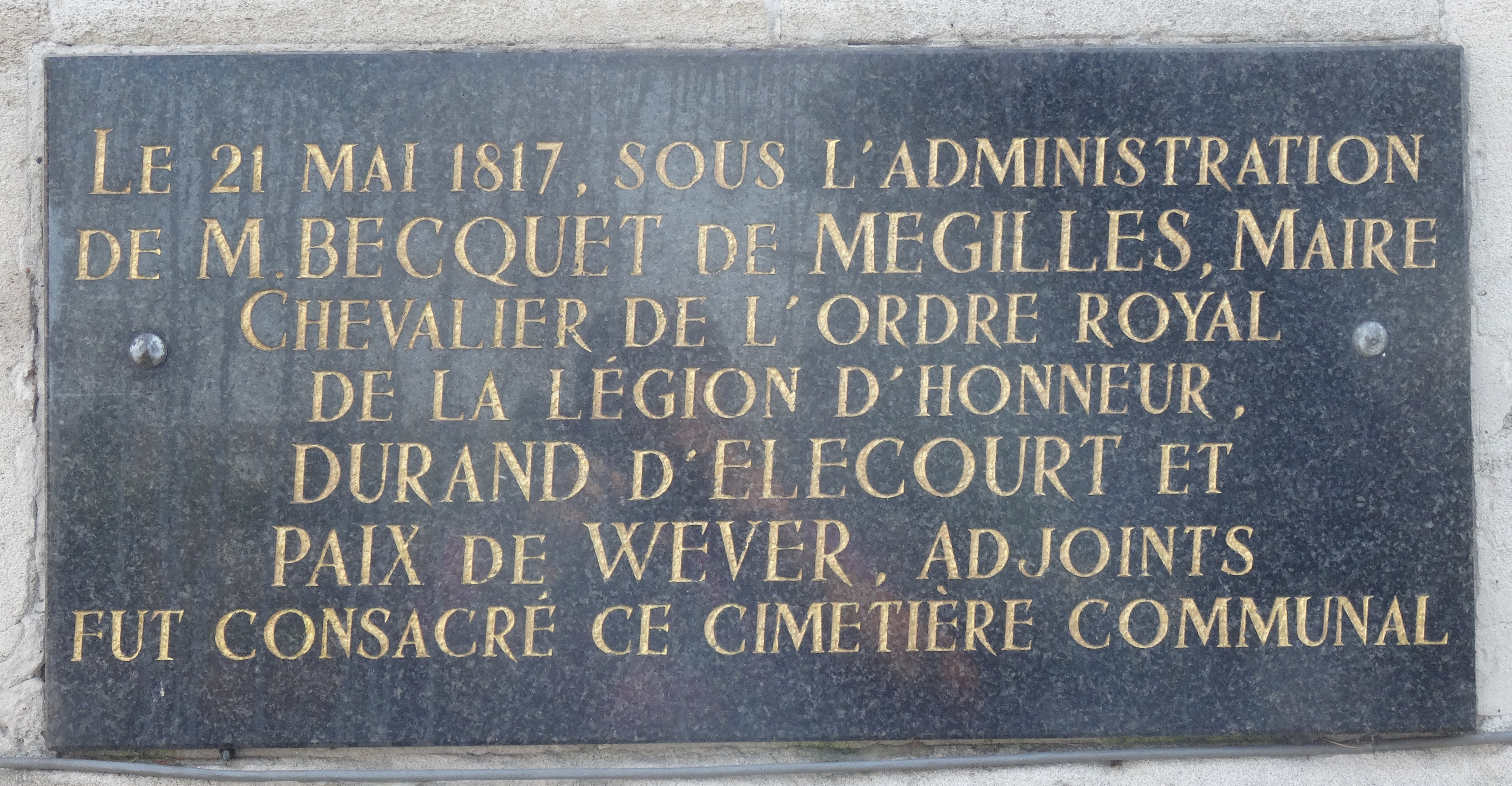
« Le 21 mai 1817, sous l'administration de M. Becquet de Mégilles, maire, chevalier de l'ordre royal de la Légion d'honneur, Durand d'Élécourt et Paix de Wever, adjoints, fut consacré ce cimetière communal. »

## Personnalités enterrées
De nombreuses personnalités sont enterrées dans le cimetière :
- Augustin Boutique (1862-1944), photographe, et son grand-père Augustin Joseph Boutique
- Théophile Bra (1797-1863), sculpteur (médaillon par René Fache)
- Joseph Becquet de Mégille (1777-1837), maire de Douai de 1816 à 1828
- Ernest Camescasse (1838-1897), préfet, préfet de police de la Seine, député et sénateur  (buste par Édouard Houssin)
- Emmanuel Choque (1806-1873), maire de Douai et député
- Ignace Delecroix (1763-1840), avocat, professeur d'histoire et maire de Douai (médaillon)
- Alexandre Descatoire (1874-1949), sculpteur
- Alfred Dupont (1813-1887), avocat, député royaliste du Nord
- André († 1913 à 53 ans),  homme politique, et Jules Évrard († 1933 à 47 ans)
- Georges Hage (1921-2015), député communiste du Nord
- Félix Labisse (1905-1982), peintre surréaliste
- Suzanne Lanoy (1913-1944), institutrice et résistante communiste, et son mari René Lanoy (1910-1945), enseignant et résistant
- Amédée Lecas (1850-1928), peintre paysagiste
- Jules Maurice (1808-1876), député et sénateur du Nord, et son fils, Léon Maurice (1834-1890), député du Nord
- Augustin Pèpe (1838-1900), architecte, et sa fille Valentine Pèpe (1875-1938), peintre
- Louis Philippe François de Warenghien de Flory (1771-1854)

Certaines personnalités sont enterrées dans le « Panthéon douaisien », situé au fond du cimetière. Ces tombeaux sont pour l'essentiel postérieurs au décès de leurs occupants.

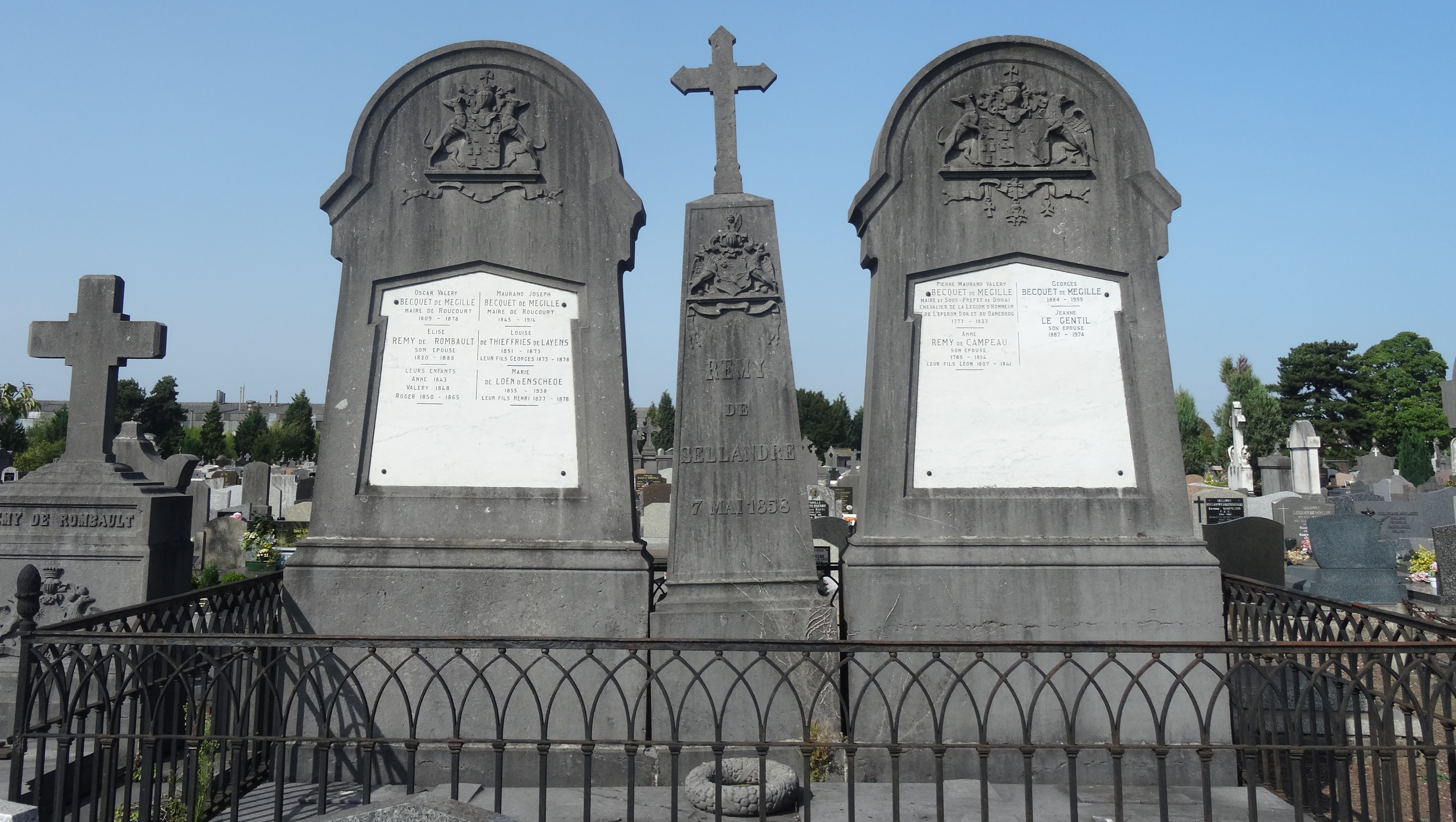
Tombe Becquet de Mégille.
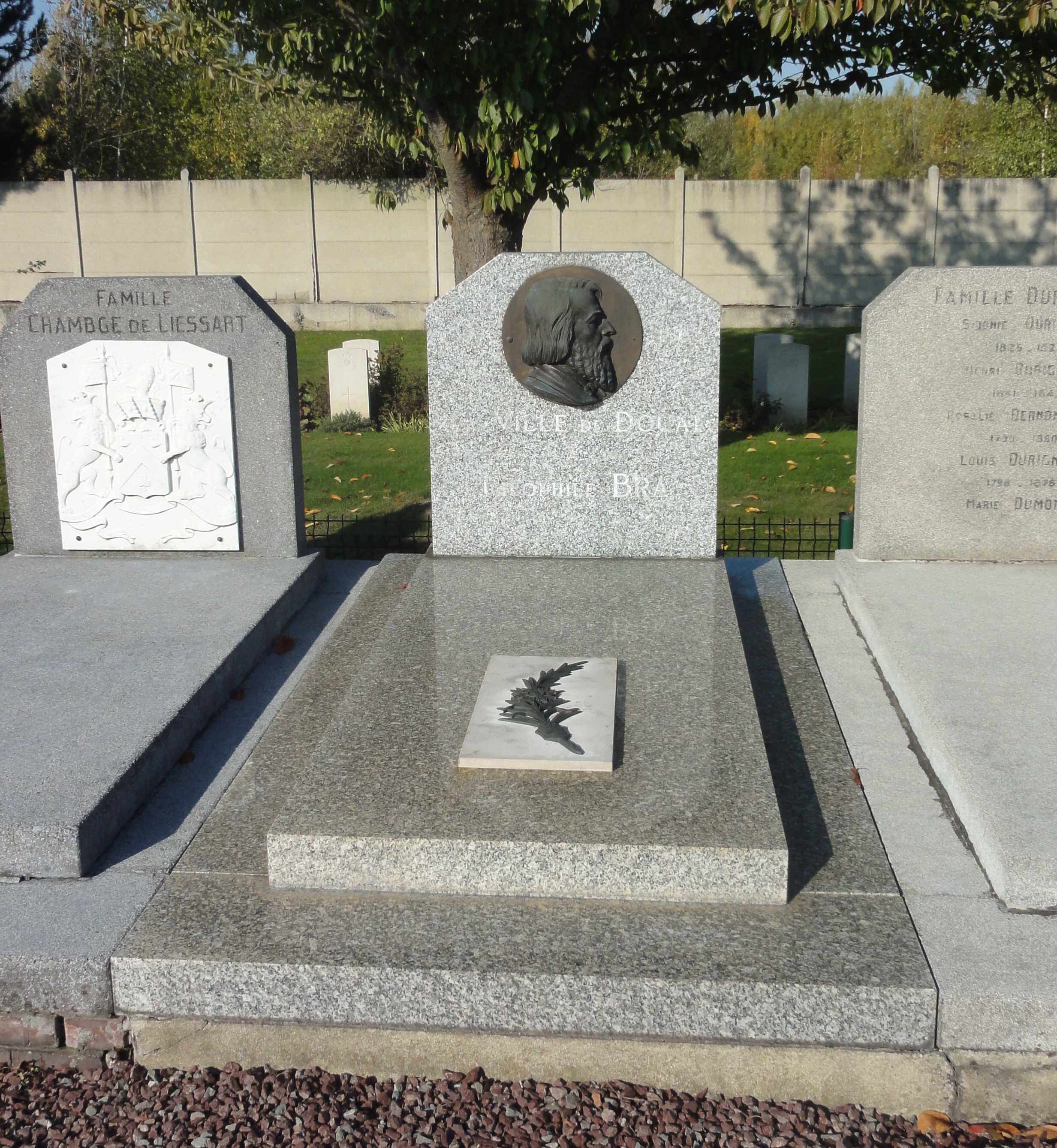
Tombe de Théophile Bra.
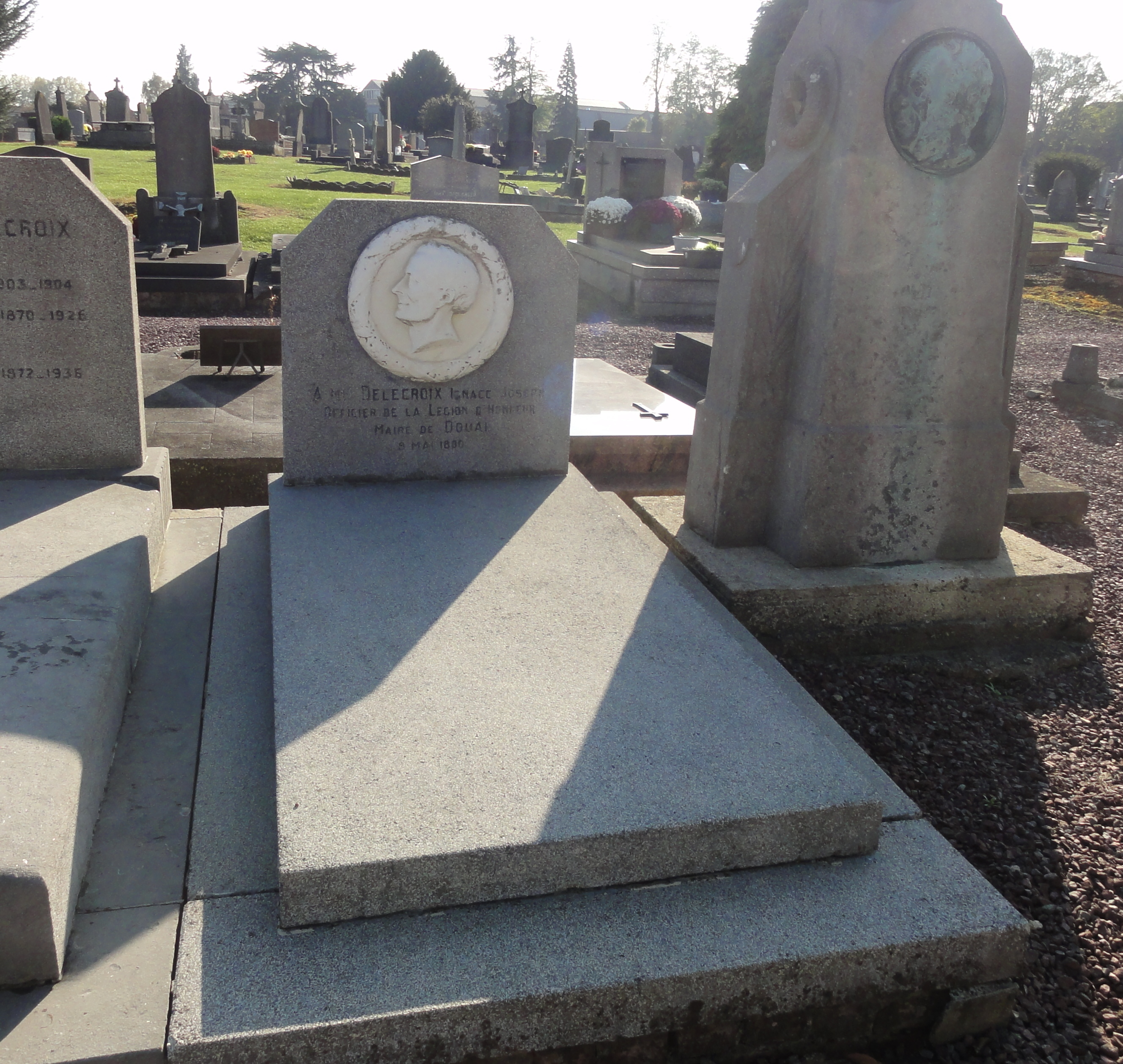
Tombe d'Ignace Delecroix.
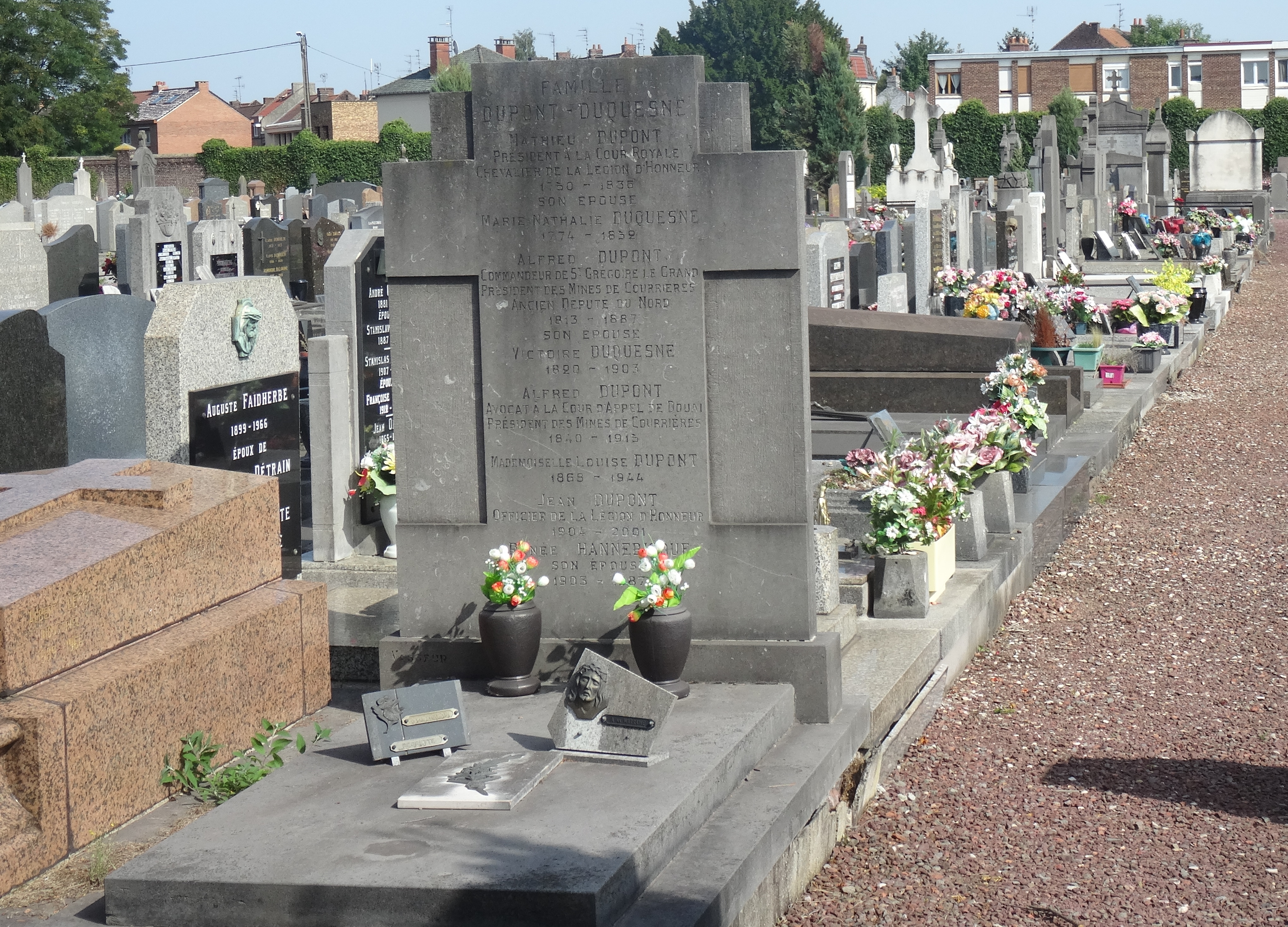
Tombe Dupont-Duquesne.
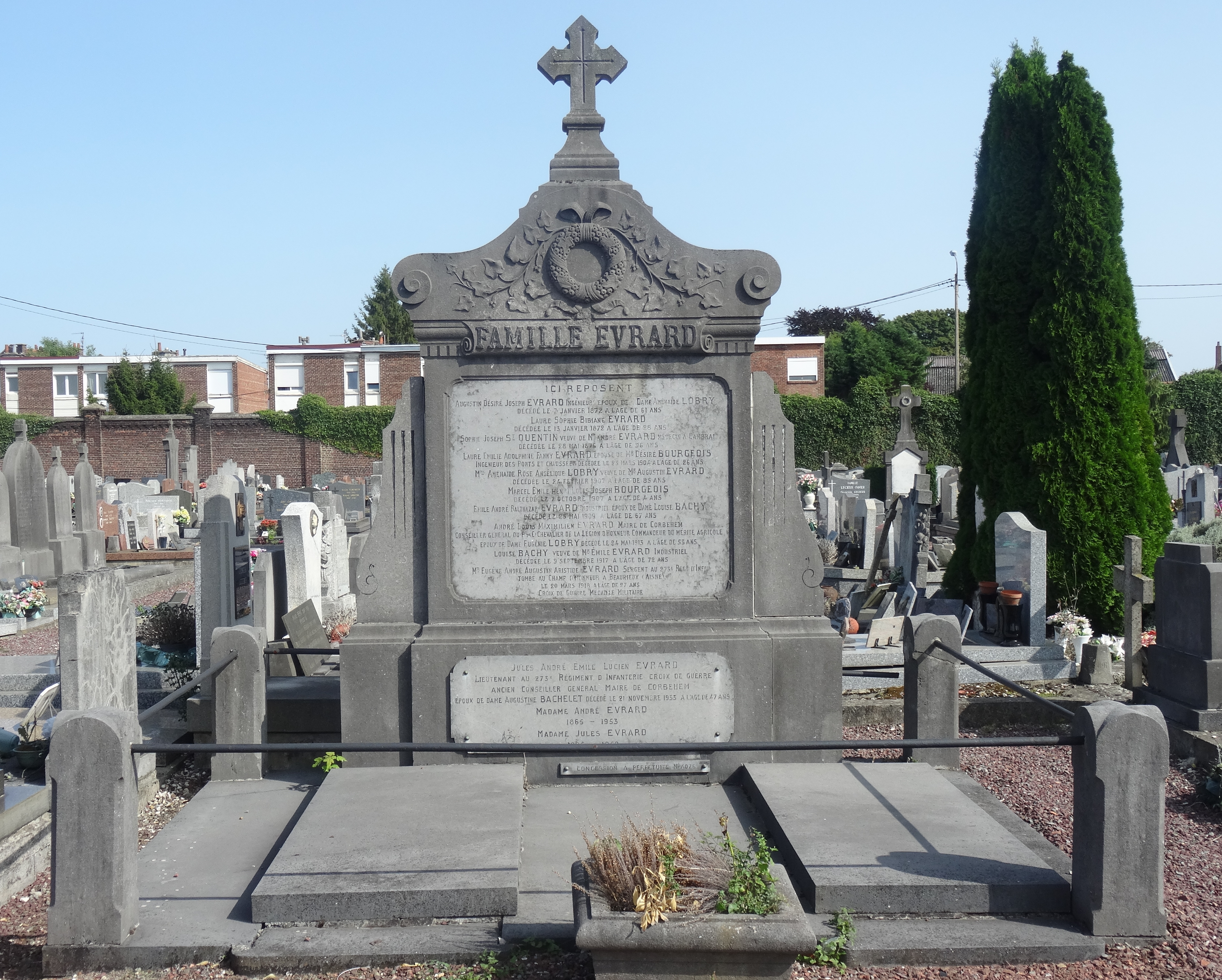
Tombe Évrard.
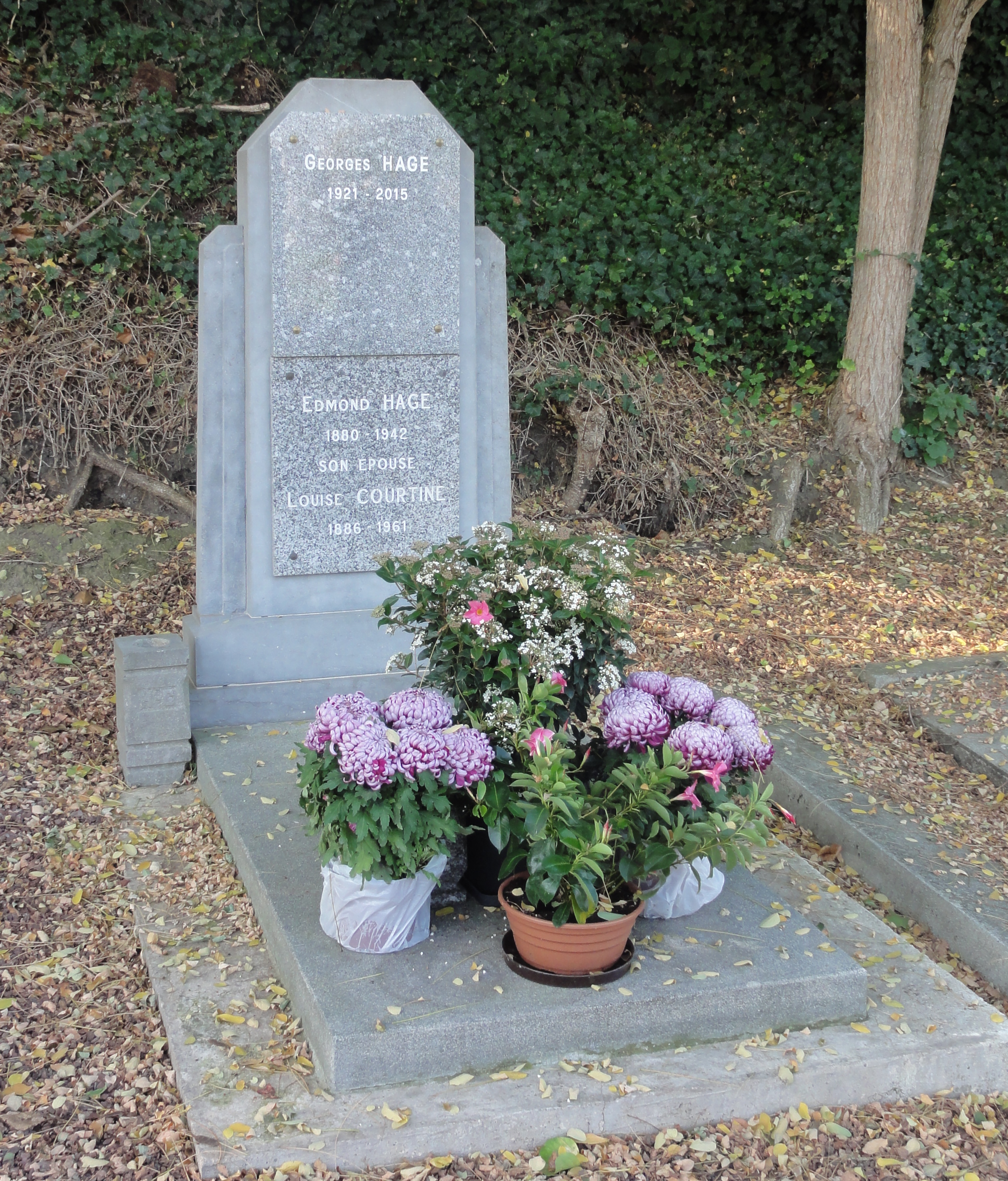
Tombe Hage.
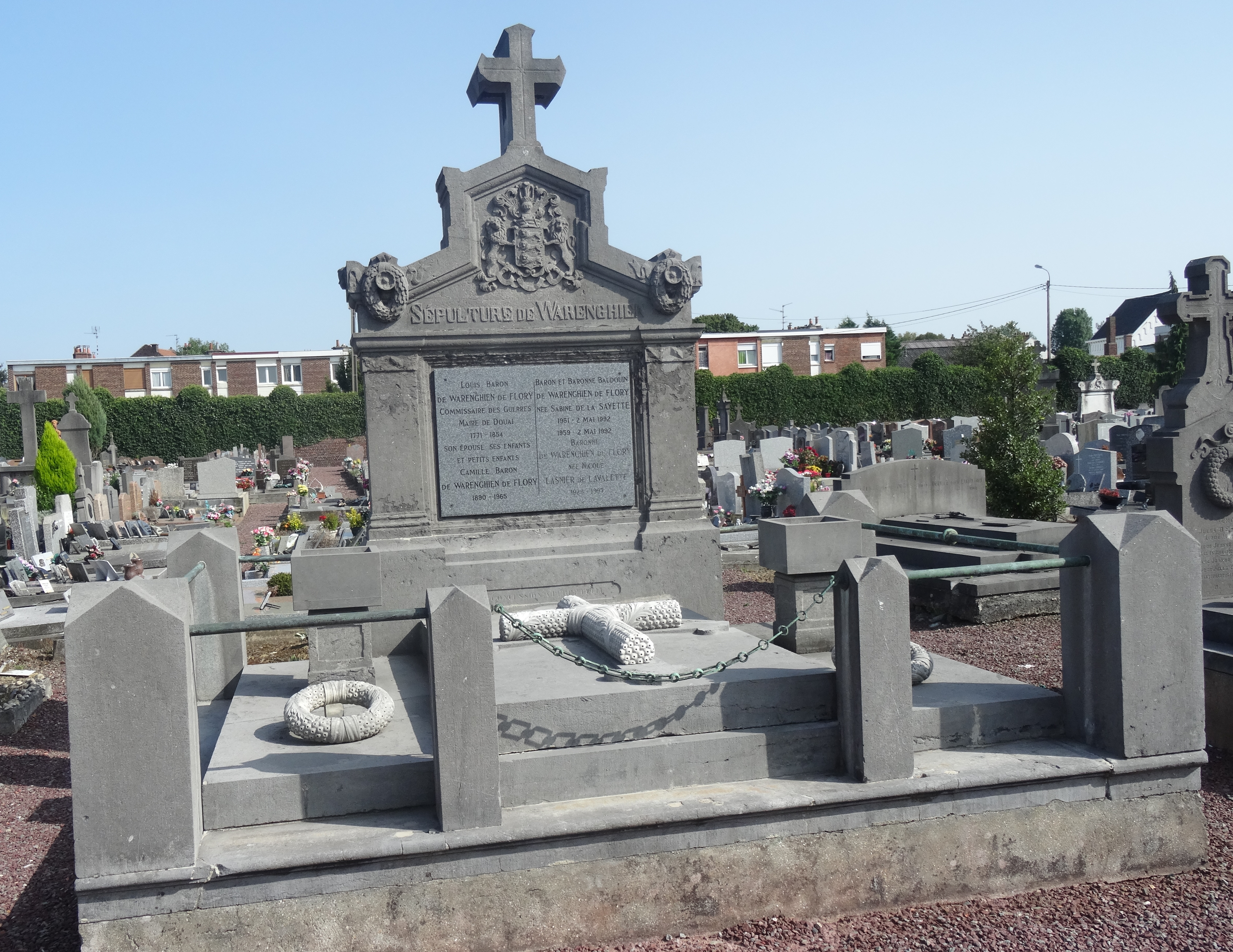
Tombe de Warenghien de Flory.